# Josip Pirmajer
Josip Pirmajer (Trbovlje, 14 febbraio 1944 – Srbobran, 24 giugno 2018) è stato un calciatore jugoslavo, di ruolo attaccante.

## Carriera
Con la Nazionale jugoslava prese parte ai Giochi Olimpici del 1964.
Con la maglia del Partizan vinse il campionato nazionale nel 1965 e raggiunse la finale di Coppa dei Campioni l'anno seguente.

## Palmarès

### Club

#### Competizioni nazionali
- Campionato jugoslavo: 1

Partizan: 1964-1965